# Helmuth Becker

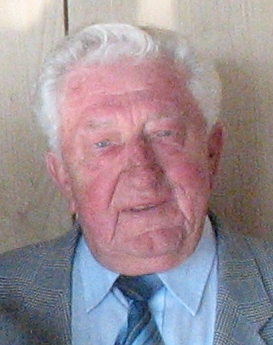
Helmuth Becker (2007)

Helmuth Becker (* 3. September 1929 in Münster; † 20. Mai 2011 ebenda) war ein deutscher Ingenieur, Gewerkschafter und Politiker (SPD). Von 1969 bis 1994 war er Mitglied des Deutschen Bundestages.
Er war von 1980 bis 1982 Parlamentarischer Staatssekretär beim Bundesminister für das Post- und Fernmeldewesen und von 1990 bis 1994 Vizepräsident des Deutschen Bundestages. Von 1995 bis 2000 war Becker Präsident der „Vereinigung ehemaliger Mitglieder des Deutschen Bundestages und des Europäischen Parlamentes“. Von 1995 bis 1999 war er Präsident des Zentralverbandes der Ingenieurvereine (ZBI) und daran anschließend Vorsitzender des ZBI-Beirates, dem er bis zu seinem Tod angehörte.

## Ausbildung und Beruf
Nach dem Besuch der Realschule und der Ingenieurschule in Lage absolvierte Becker noch ein Studium der Elektrotechnik. Von 1951 bis 1969 war er als Diplom-Ingenieur im Fernmeldewesen der Deutschen Bundespost tätig, ab 1957 war er hier Mitglied in verschiedenen Personalvertretungen, zuletzt im Hauptpersonalrat beim Bundesministerium für das Post- und Fernmeldewesen. Von 1968 bis 1976 war er Zweiter Bezirksvorsitzender der Deutschen Postgewerkschaft (DPG) im Bezirk Münster.

## Familie
Helmuth Becker war verheiratet, lebte in Münster in Westfalen und hatte drei Kinder.

## Partei
Seit 1964 ist er Mitglied der SPD. Von 1972 bis 1976 gehörte er dem SPD-Landesvorstand in Nordrhein-Westfalen an und war von 1984 bis 1986 Mitglied des SPD-Bundesvorstandes.

## Abgeordneter
Von 1969 bis 1994 war er Mitglied des Deutschen Bundestages. Hier war er von 1976 bis 1980 und von 1983 bis 1990 Parlamentarischer Geschäftsführer der SPD-Bundestagsfraktion. Von 1990 bis 1994 war er Vizepräsident des Deutschen Bundestages.
Becker ist stets über die Landesliste Nordrhein-Westfalen in den Deutschen Bundestag eingezogen.

## Öffentliche Ämter
Nach der Bundestagswahl 1980 wurde Becker am 6. November 1980 als Parlamentarischer Staatssekretär beim Bundesminister für das Post- und Fernmeldewesen in die von Bundeskanzler Helmut Schmidt geführte Bundesregierung berufen. Nachdem Helmut Kohl zum Bundeskanzler gewählt worden war, schied Becker am 4. Oktober 1982 aus der Regierung aus.

## Ehrungen
- 1979: Großes Bundesverdienstkreuz
- 1983: Großes Goldenes Ehrenzeichen mit dem Stern für Verdienste um die Republik Österreich[4]
- 1986: Großes Bundesverdienstkreuz mit Stern
- 1994: Großes Bundesverdienstkreuz mit Stern und Schulterband
- 1995: Ehrendoktorwürde der Universität Breslau[1]
- 2010: Verdienstorden des Landes Nordrhein-Westfalen, überreicht am 14. Januar 2010.